# 松岡時敏
松岡 時敏（まつおか ときとし、1815年2月4日（文化11年12月26日）- 1877年（明治10年）11月6日）は、幕末から明治期の土佐藩士、法制学者、文部官僚。元老院議官。初名・敏。字・欲訥。号・毅軒、毅堂。通称・七助。

## 経歴
土佐国高岡郡日下村（現日高村）で、土佐藩郷士・松岡甚吾の長男として生まれる。その後、高知城下北奉公人町に転居。江戸に遊学し安積艮斎の指導を受ける。安政に入り吉田東洋に用いられ山内容堂の侍読となり、藩の法典『海南政典』と土佐藩史の編纂に従事し、『藩志内篇』を執筆した。
明治維新後、新政府に出仕し明治元年11月2日（1868年12月15日）御雇・学校取調御用掛に就任。以後、昌平学校掛、同校頭取心得、学校権判事、学校判事、大学大丞、大史・制度取調専務、文部権大丞兼文部中教授、文部大丞などを歴任し、学校制度の整備を担当。明治5年4月30日（1872年6月5日）左院に転じ中議官に就任。その後、二等議官となり、制度御用掛、職制章程等取調、国憲編纂掛、地方官会議御用掛を務めた。
1875年4月14日、左院が廃止され、同月25日に代って設置された元老院の議官に就任。1877年11月に病のため在任中に死去した。

## 著作
- 松岡敏 「南海史略」（平尾道雄ほか編集委員 『皆山集 2 宗教(2) 歴史(1)篇』 高知県立図書館、1975年）
  - 高知県立図書館編 『土佐国群書類従 4 伝記部』 高知県立図書館〈土佐国史料集成〉、2001年12月
- 松岡時敏著 『学古賸議』 梅巌堂、1875年11月（2冊）
- 森春濤纂 『新文詩別集 上野博覧会雑詠』 茉莉巷凹処、1877年12月

## 関連文献
- 細川潤次郎 「故議官松岡君墓誌」（前掲 『新文詩別集 上野博覧会雑詠』）
  - 亀山聿三編 『近代先哲碑文集 第卅五』 夢硯堂、1973年10月
- 「松岡毅軒」（寺石正路著 『南学史』 冨山房、1934年5月）